# ヘルマン・ファン・ロンパウ
ヘルマン・ファン・ロンパウ（Herman Van Rompuy、 [ˈɦɛɾmɑn vɑn ˈɾɔmpœy̆]; 1947年10月31日 - ）は、ベルギーの政治家、俳人。フラマン系キリスト教民主党所属。2008年12月30日から2009年11月25日までイヴ・ルテルムの後任として、同国首相を務めた。また、欧州連合（EU）政治に関して、2009年12月1日、リスボン条約で新設された常任の欧州理事会議長に初代として就任し、2期5年務めた。2015年11月、旭日大綬章受章。

## 姓
「ファン・ロンパイ」（Van Rompuy）という姓の日本語表記は必ずしも統一されていない。まず、駐日欧州連合代表部は、ウェブサイトや広報において、「ヴァンロンプイ」と表記している。他方で、日本国の外務省のサイトにおいては、「ファン・ロンパイ」も用いられるが、「ファン＝ロンパイ」との表記が多く用いられている。一方、日本語メディアの報道では、通常「ファンロンパイ」と呼称されている。

## 経歴
1973年から1975年にかけてファン・ロンパイはフラマン系キリスト教民主党の前身であるキリスト教人民党青年団の副代表を務め、1978年に党全国事務局入りしている。1975年から1980年にかけてレオ・ティンデマンスやハストン・ヘーンスの大臣官房で勤め、1988年から1993年までは党首を務めた。また1993年9月から1999年7月まで副首相兼予算相を務める。1999年の総選挙ではキリスト教人民党が敗れるが、ファン・ロンパイは代議院議員となった。2004年には名誉職である国務大臣に任命された。
2007年7月12日、ファン・ロンパイは代議院議長に選出された。長く続く国内の南北対立の調整に腕をふるった。
弟であるエリック・ファン・ロンパイもフラマン系キリスト教民主党に所属する政治家で、1995年から1999年までフラマン語共同体の閣僚を務め、また妹であるクリスティーネ・ファン・ロンパイはベルギー労働党に入っている。

## 首相就任
2008年12月22日、イヴ・ルテルム内閣が総辞職した。リーマン・ショックの影響で一時国有化（オランダ、ルクセンブルクと共同）されたフォルティスグループの株式処分にあたり一部株主が政府を相手取って起こした訴訟で、当時の司法大臣が裁判所に圧力をかけた問題の引責であった。これを受け、国王アルベール2世は28日、ファン・ロンパイに組閣を依頼した。ファン・ロンパイは当初受諾を渋っていたが、30日に首相に就任した。

## 欧州理事会初代常任議長
2009年11月19日、ブリュッセルで開かれた欧州連合加盟国の首脳による非公式会合でファン・ロンパイを欧州理事会議長に任命することが合意された。従来の欧州理事会議長は各国首脳が持ち回りで兼任していたが、同年12月1日に発効するリスボン条約の規定により常任されることとなったことを受けての人事である。条約の規定により欧州理事会議長は国内での役職と兼任することが禁止されているため、在任中のベルギー首相の職を辞することとなった。

## 政治経歴
- キリスト教人民党全国青年会議議長（1973年 - 1977年）
- キリスト教人民党全国事務局（1978年 - ）
- 元老院議員（1988年 - 1995年）
- 財務・中小企業担当国務次官（1988年）
- キリスト教人民党党首（1988年 - 1993年）
- 副首相兼予算相（1993年 - 1999年）
- 代議院議員（1995年 - 2009年）
- 代議院議長（2007年 - 2008年）
- 首相（2008年 - 2009年）
- 欧州理事会議長（2009年 - 2014年）

## 人物
- オランダ語俳句作家としても知られ、公式サイトの Haiku というページで自作を紹介している。2010年と2013年の2度にわたり、自身の俳句集を出版した[4][5]。「枯れ枝に緑夢見る変わらぬ美」「寒空に見ゆるわが息あたたまり」など。第二集の序文には「人間は無限の中の消えゆく小粒子にすぎません。無限の宇宙にあって、人間は無常の存在であることを痛感するものです。人間が偉大でなりえる世界はこの俗世界のみです。政治家もそれを自覚しなければなりません」と書いている[6]。
- 松山市と関わりがあり、2013年11月18日に松山市から特別名誉市民の称号を授与されている[7]。